# 町野変丸
町野 変丸（まちの へんまる、1969年 - ）は、日本の漫画家。青森県出身。
主に成人向け漫画を描いているが、村上隆率いるHIROPON FACTORYなどでアーティストとして海外や国内で芸術活動をすることもあり、1999年にはHIROPON SHOW 渋谷 PARCO LOGOSで芸術家として参加している。
2007年刊行の単行本『さわやかアブノーマル』の後書きで、漫画家を廃業したことを明らかにした。掲載誌の休廃刊が相次ぎ、アブノーマルな作風の漫画家を受け入れる雑誌が減った事が原因。その後は、成人向けダウンロードサイトでCGを発表・頒布するのみの活動となっている。2015年から2016年にかけて短期間ではあるが、ウェブマガジンの『comicクリベロン』にて漫画の連載もしている。

## 作風
- メインヒロイン以外は至って雑に描かれている。
- ほぼ全ての作品で「ゆみこ」というおかっぱの少女が主人公であり、彼女が道ばたに現れた様々なもの（人のみならず怪物や巨大な性器等）に衝突して陵辱されたり、肉体が異様に変化するなどといった内容が定番パターンである。
- 『ジャンプ放送局』の「ミスJBSコンテスト」の一投稿者としていくつかイラストが掲載されている（アブノーマルな作風・画風ではない）。

## 作品リスト

### 書籍
1. 『ヌルえもん』 一水社〈いずみコミックス〉、全2巻
  1. 1991年2月
  2. 1993年3月発売

  - 『ヌルえもん』 新装版 一水社〈いずみコミックス〉、全2巻
2. 1998年6月発売、ISBN 4-87076-113-0
2. 『ザベストオブゆみこちゃん』 1993年7月20日初版発行（1993年8月発売）、一水社〈いずみコミックス〉、ISBN 4-87076-029-0
  - 『ザ・ベスト・オブ・ゆみこちゃん』 新装版 1999年4月発売、一水社〈いずみコミックス〉、ISBN 4-87076-129-7
3. 『イエローミサイル』 1994年2月10日初版発行（1994年2月発売）、一水社〈いずみコミックス〉、ISBN 4-87076-046-0
4. 『少女カオス』 1994年5月15日初版発行（1994年4月発売）、メディアックス〈MDコミックス〉、ISBN 4-89613-231-9
  - 『少女カオス』 新装版 1998年9月発売、桜桃書房〈EX COMICS〉、ISBN 4-7567-1028-X
5. 『犬人形』 1994年11月発売、一水社〈いずみコミックス〉、ISBN 4-87076-068-1
6. 『18金』 1995年9月発売、一水社〈いずみコミックス〉、ISBN 4-87076-208-0
7. 『本当にあったエロい話』 1996年1月20日初版発行（1995年12月発売）、三和出版〈サンワコミックス〉、ISBN 4-914989-88-3
8. 『まるまる変丸ショウ』 1996年8月発売、イースト・プレス、ISBN 4-87257-086-3
  - 『まるまる変丸ショウ』 新装版 1999年1月発売、イースト・プレス〈Cue comics〉、ISBN 4-87257-160-6
9. 『スーパーゆみこちゃんZターボ』 1996年9月28日初版発行、太田出版〈OHTA COMICS〉、ISBN 4-87233-297-0
10. 『ゆみこ地獄』 1997年3月20日初版発行（1997年2月発売）、三和出版〈サンワコミックス〉、ISBN 4-88356-007-4
11. 『大穴』 1997年2月発売、一水社〈いずみコミックス〉、ISBN 4-87076-281-1
12. 『オタコン64』 1997年7月発売、おおこしたかのぶとの共著、アスペクト、ISBN 4-89366-769-6
13. 『町野変丸―Henmaru Machino works;1991-1997』 1997年12月発売、三和出版、ISBN 4-88356-200-X
14. 『まん○道』 1998年3月20日初版発行（1998年1月発売）、一水社〈いずみコミックス〉、ISBN 4-87076-329-X
15. 『ト・キ・メ・キゆみこちゃんメモリアル』 1998年2月発売、久保書店〈ワールドコミックススペシャル〉、ISBN 4-7659-0817-8
16. 『UFO』 1998年3月発売、三和出版〈サンワコミックス〉、ISBN 4-88356-020-1
17. 『17 セブンティーン』 1998年10月発売、太田出版〈OHTA COMICS〉、ISBN 4-87233-416-7
18. 『GO! GO! ゆみこちゃん99』 1999年7月発売、エンジェル出版〈エンジェルコミックス〉、ISBN 4-87306-030-3
19. 『ヌルヌルゆみこ帝国』 1999年10月発売、三和出版〈サンワコミックス〉、ISBN 4-88356-041-4
20. 『かっこいい自転車』 2001年5月発売、太田出版〈F×comics〉、ISBN 4-87233-577-5
21. 『ゆみこ汁』 2001年6月発売、三和出版〈サンワコミックス〉、ISBN 4-88356-082-1
22. 『ゆみこ倶楽部』 2002年3月初版発行（2002年1月発売）、久保書店〈ワールドコミックススペシャル〉、ISBN 4-7659-0902-6
23. 『ゆみこフォーエバー』 2002年7月発売、久保書店〈ワールドコミックスMAX〉、ISBN 4-7659-2392-4
24. 『健全変態少女』 2002年12月発売、久保書店〈ワールドコミックススペシャル〉、ISBN 4-7659-0909-3
25. 『ぴちょとやちゅ～』 2003年5月発売、一水社〈いずみコミックス〉、ISBN 4-87076-532-2
26. 『リトルゆみこちゃん』 2003年10月発売、久保書店〈ワールドコミックススペシャル〉、ISBN 4-7659-0914-X
27. 『ザ・ファミリー家族』 2004年4月発売、桜桃書房〈夢雅comics〉、ISBN 4-86105-083-9
28. 『さわやかアブノーマル』 2007年6月発売、桃園書房〈Toen comics〉、ISBN 978-4-8078-4418-0

### ゲーム
- 『SM調教師瞳 VOL.3』 スーパーファミコン用ソフト、西武企画/株式会社メディック